# Zona archeologica marittima

Zonazione delle aree secondo il diritto internazionale marittimo

La zona archeologica, nel diritto internazionale marittimo, è quella area marina la cui ampiezza non può superare le 24 miglia (circa 34 km) dalla costa (o più precisamente dalle linee di base dalle quali è misurata l'ampiezza delle acque territoriali) e nella quale lo stato costiero ha giurisdizione in materia di protezione del patrimonio culturale sottomarino. La zona archeologica coincide con la cosiddetta "zona contigua".
Il termine di "zona archeologica" fu introdotto per la prima volta da Tullio Treves nel 1980, commentando i negoziati allora appena conclusi sul futuro articolo 303 della Convenzione delle Nazioni Unite sul diritto del mare  adottata nel 1982, ed è oggi diffuso in dottrina, anche se non è citato né nella convenzione del 1982 né in quella dell'UNESCO per la Protezione del patrimonio culturale subacqueo del 2001.

## L'articolo 303 della Convenzione delle Nazioni Unite sul diritto del mare
Argomenta Scovazzi che l'articolo, della "Convenzione delle Nazioni Unite sul diritto del mare" del 1982 che ha posto le basi per l'istituzione delle zone archeologiche, fu una soluzione di compromesso ritenuta accettabile sia dagli stati preoccupati di non ammettere estensioni della sovranità statale diverse da quelle già accettate, con le nozioni di acque territoriali, zona contigua, piattaforma continentale e zona economica esclusiva, sia da quelli, tra cui l'Italia, interessati a proteggere il patrimonio storico-archeologico dei fondi marini antistanti alle proprie coste e che premevano per il riconoscimento tra i diritti sovrani dello stato costiero sulla piattaforma continentale anche di quello sugli oggetti di natura archeologica o storica, ai fini di ricerca, recupero e protezione.
     Sedimenti
     Roccia
     Mantello

Sedimenti
Roccia
Mantello

Rispetto a queste richieste la formulazione dell'articolo fu fortemente riduttiva, comprendendo una zona considerevolmente più ristretta ed essendo limitati i diritti dello stato costiero alla sola rimozione degli oggetti, che veniva identificata come loro contrabbando, sebbene non comportasse necessariamente il passaggio di una linea doganale, compreso invece nella nozione giuridica di contrabbando.
L'intenzione era quella di non estendere i poteri dello stato costiero nella zona contigua, sebbene si introduca il potere di autorizzare la rimozione degli oggetti in questione e questi vengano dunque trattati come se si trovassero nelle acque territoriali o nel territorio dello stato. Tale potere inoltre sarebbe esercitato in modo esclusivo, non compatibile con la coesistenza del potere simile di altri stati sulla stessa area marina, come invece accade quando le ipotetiche zone costiere di due stati si sovrappongono in parte in aree marittime particolarmente ristrette e non si siano definiti tramite un preciso accordo i limiti di esse.
Nella formulazione dell'articolo è inoltre incerto se una eventuale violazione del divieto di rimozione comporti il diritto di inseguimento, ammesso dalla Convenzione se la violazione è stata commessada navi in acque territoriali ovvero nella zona contigua relativamente ai diritti relativa ad essa. È anche incerto se l'applicazione dell'articolo si riferisca solo al caso in cui lo stato costiero abbia istituito la zona contigua come ha facoltà di fare, ovvero se la zona archeologica abbia una valenza diversa, pur avendo la stessa estensione della zona contigua ed esista indipendentemente dalla sua istituzione ufficiale da parte dello stato costiero. Riguardo a quest'ultima questione, la prassi non è stata univoca.
Sebbene i beni del patrimonio culturale subacqueo giacciano sul fondo o nel sottosuolo marino, si considera facente parte della zona archeologica anche la colonna d'acqua soprastante.

### Problemi interpretativi dell'art. 303
Indubbiamente la formulazione  del 2º comma dell'art. 303 è tortuosa e non facile da interpretare.

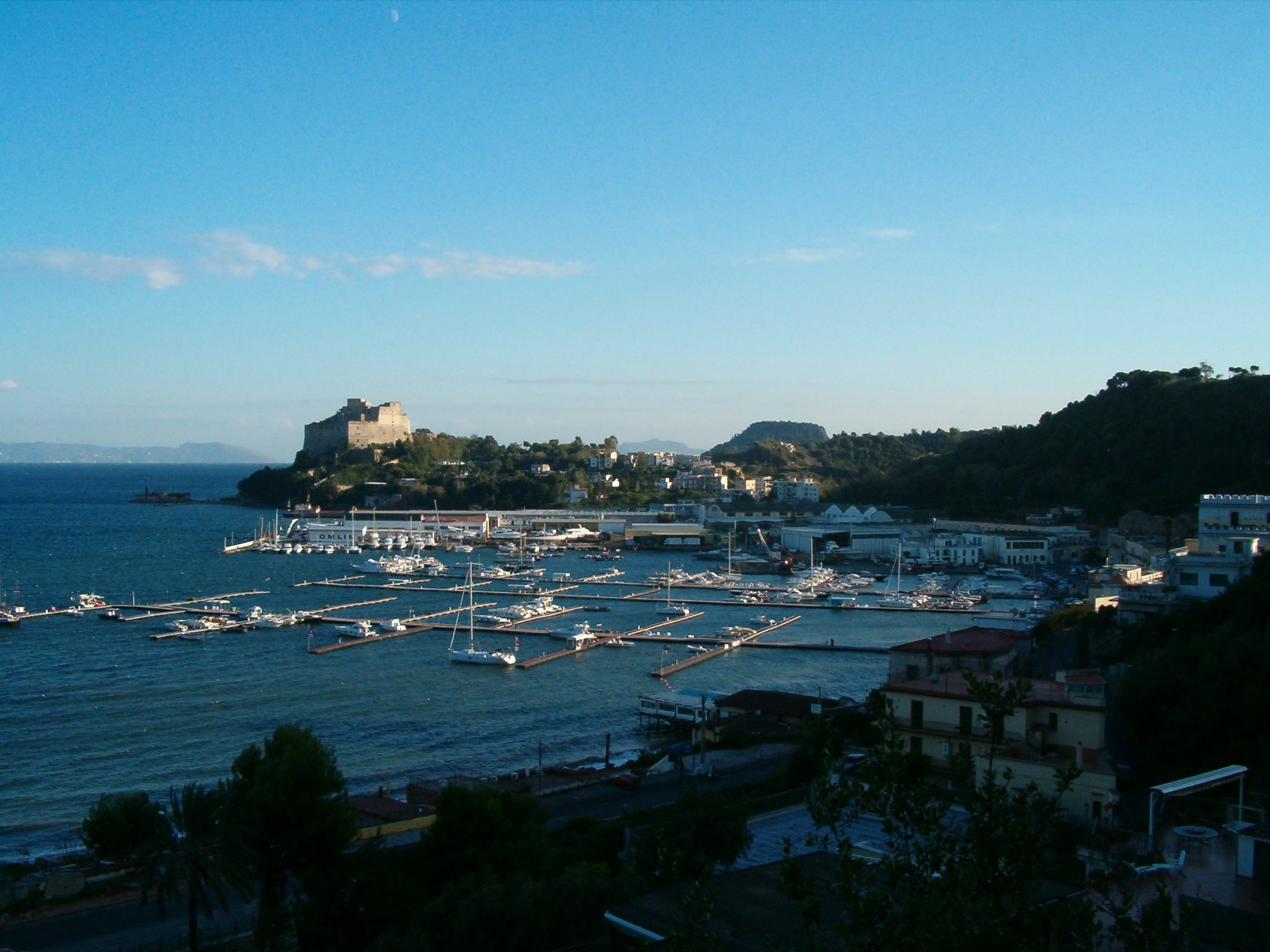
Insenatura e porto di Baia (NA) nel quale vi è sommersa parte della città romano-imperiale di Baiae.

Ciò si spiega ove si consideri l'iter formativo della norma. Sostiene Treves che essa fu una soluzione di compromesso ritenuta accettabile dalle potenze marittime preoccupate di non ammettere estensioni della potestà dello Stato costiero diverse da quelle già accettate con le nozioni di mare territoriale, zona contigua, piattaforma continentale e zona economica esclusiva, di fronte a proposte di Stati – tra cui l'Italia – interessati a proteggere il patrimonio artistico trovatesi sui fondi marini antistanti alle proprie coste.
Secondo tali proposte, i diritti sovrani dello Stato costiero sulla piattaforma continentale avrebbero dovuto comprendere gli oggetti di natura archeologica o storica ai fini di ricerca, recupero e protezione.
Si tratta di una formulazione fortemente riduttiva rispetto alle concordate proposte degli Stati interessati ad affermare un potere dello Stato costiero sulle attività relative ai beni di natura archeologica e storica.

Anfora di tipo Dressel 1: uno dei reperti più presenti sui fondali del Mediterraneo.

Basti considerare che tale formulazione si riferisce a una zona ben più ristretta della piattaforma continentale, posto che la zona contigua non può superare le 24 miglia; che la norma in essa prevista è limitata alla sola “rimozione” degli oggetti; e che essa conferisce allo Stato costiero dei diritti che, almeno apparentemente, sono gli stessi già previsti in materia di zona contigua, solo estendendosi alla rimozione degli oggetti di natura archeologica e storica l'ambito materiale delle leggi e regolamenti la cui violazione fa sorgere il potere di prevenzione e repressione dello Stato costiero nella zona contigua.
Nell'intento delle potenze marittime, la disposizione si limiterebbe ad introdurre una “presunzione” per cui la rimozione degli oggetti di natura archeologica o storica costituisce contrabbando, una delle materie cui si riferisce il “controllo” esercitato nella zona contigua, senza che i poteri dello Stato costiero nella zona contigua vengano in alcun modo estesi. Non pare difficile vedere come tale interpretazione si presti ad obiezioni che ne svelano il carattere artificiale.
In primo luogo, “rimozione” non sempre comporta il passaggio della linea doganale che è richiesto dalla nozione di contrabbando. In secondo luogo, e soprattutto, la disposizione parla di rimozione “senza l'approvazione” dello Stato costiero. Se ne può ricavare che si presuppone che tale Stato abbia il potere di autorizzare la rimozione dei beni di natura archeologica o storica trovatisi all'interno della linea delle 24 miglia. Ci troviamo per tanto di fronte al riconoscimento di un potere dello Stato costiero che ha un ambito spaziale corrispondente alla zona contigua, ma un contenuto che trascende quello dei poteri finora riconosciuti a tale Stato in detta zona.
Limitandoci alla lettera dell'art. 303.2, tale potere si fonda sulla presunzione (rispetto alla quale non è ammessa prova contraria e che si può definire una vera e propria fictio) che la rimozione degli oggetti di natura archeologica e storica avvenuta nella zona tra il limite esterno del mare territoriale e la linea delle 24 miglia sia avvenuta nel mare territoriale o sul territorio. Esso consiste nell'esercitare le misure preventive e repressive che derivano da una rimozione effettuata in tali aree. Ma non è tutto qui. Nel presupporre l'esistenza di un potere di autorizzare la rimozione degli oggetti di natura archeologica e storica nella zona summenzionata, l'art. 303.2 implica il monopolio della rimozione in capo allo Stato costiero, nel senso che solo tale Stato può procedervi indisturbato. Un potere siffatto ha indubbio carattere esclusivo, non esercitatile in concorrenza  o coesistenza con altri Stati sulla medesima area marina, come pare, viceversa, concepibile per i poteri di controllo previsti nella zona contigua sia pure limitatamente ai casi di aree ristrette di mare in cui le 24 miglia di Stati fronteggiatisi si sovrappongono in tutto o in parte e non si sia addivenuti alla delimitazione delle zone contigue.

### Il diritto di inseguimento ed altri problemi interpretativi
L'attività interpretativa della Convenzione pone anche il problema di accertare se la violazione del divieto di rimozione dei beni di natura archeologica e storica perpetrata nella “zona archeologica” consenta l'esercizio del diritto di inseguimento. Nell'ambito della Convenzione del 1982 il quesito si pone perché il diritto di inseguimento è ammesso per violazioni di leggi e regolamenti dello Stato costiero commesse da navi trovatisi nelle acque interne, territoriali o arcipelagiche; esso si applica anche a navi trovatisi nella zona contigua, se vi è stata una violazione dei diritti per la protezione dei quali la zona è stata stabilita (art. 111.1), nonché per violazioni commesse nella zona economica esclusiva e sulla piattaforma continentale rispetto a leggi e regolamenti che lo Stato costiero ha diritto di emanare relativamente a tali zone (art. 111.2). nulla si dice rispetto a violazioni del divieto di rimozione di oggetti di natura archeologica e storica perpetrate nella zona archeologica.

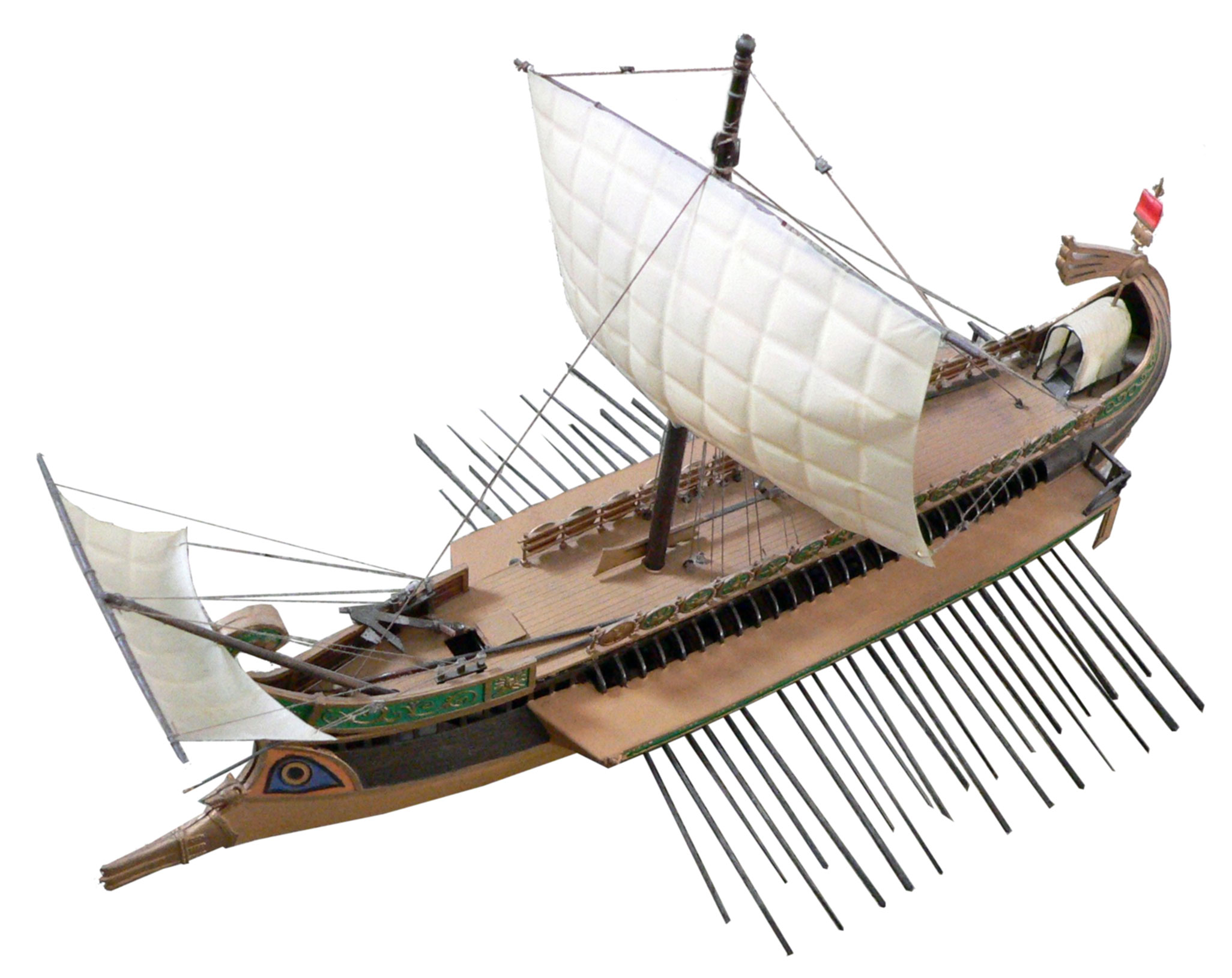
Modello di trireme romana: uno dei classici mezzi di trasporto di anfore con vino ed olio, obelischi egizi, ecc., dei cui relitti sono ricchi i fondali del Mediterraneo.

Una volta accertata la natura giurisdizionale della suddetta zona, sembrerebbe assurdo che ad essa non si facesse conseguire il diritto di inseguimento previsto per violazioni commesse in tutte le altre zone giurisdizionali previste dalla Convenzione.
Ci si deve poi chiedere se lo Stato costiero, al fine di far valere i poteri che gli attribuisce l'art. 303.2, debba preliminarmente avere istituito una zona contigua. Un'interpretazione letterale della disposizione citata sembrerebbe deporre a favore di una risposta affermativa: basti ricordare che in essa si parla di “applicare” l'art. 33 e che l'istituzione della zona contigua è una facoltà dello Stato costiero. Ma ove si pensi, peraltro, al fatto che l'art. 303.2, crea una zona di carattere giurisdizionale, ove lo Stato costiero esercita poteri esclusivi, sembra preferibile ritenere che il collegamento sia inteso a identificare una misura, più che a mantenere un necessario parallelismo tra zona contigua e zona archeologica. L'art. 33 diviene un modello oggetto di un rinvio relativo alla estensione della zona archeologica e, almeno entro certi limiti, come individuazione di poteri dello Stato costiero senza che occorra che questa estensione e questi poteri siano oggetto di effettive pretese dello Stato costiero per le materie cui la disposizione modello si riferisce.
Questa area è qualcosa di diverso dalla zona contigua? La prassi statale non è univoca, e comprende anche esempi di Stati che hanno istituito un'autonoma zona archeologica. D'altra parte, risulta chiaramente che il diritto di uno Stato costiero di istituire una zona di 24 miglia nella quale applicare le proprie leggi in materia di patrimonio culturale è ormai riconosciuto universalmente. Che questa zona si chiami “zona contigua nella quale lo Stato costiero esercita diritti in materia di protezione del patrimonio culturale sottomarino” oppure, più semplicemente, “zona archeologica” non sembra avere molta importanza pratica, giacché il diritto di istituirla esiste.
In conclusione, se da un punto di vista pratico sarebbe opportuno, per gli Stati che decidono di istituire una zona archeologica, fare riferimento all'art. 33 della Convenzione delle Nazioni Unite, si potrebbe anche ritenere che tale riferimento sia implicito nella decisione stessa di istituire la zona archeologica.

## Protezione dei beni storici ed archeologici subacquei in Italia
La "zona archeologica" coincide con la "zona contigua" e pertanto può essere dichiarata solo dopo che sia stata identificata e proclamata quest'ultima. Una volta che sia stata istituita l'asportazione di reperti storici od archeologici, senza autorizzazione dello Stato, costituisce una violazione di legge e può dare luogo a  sanzioni.

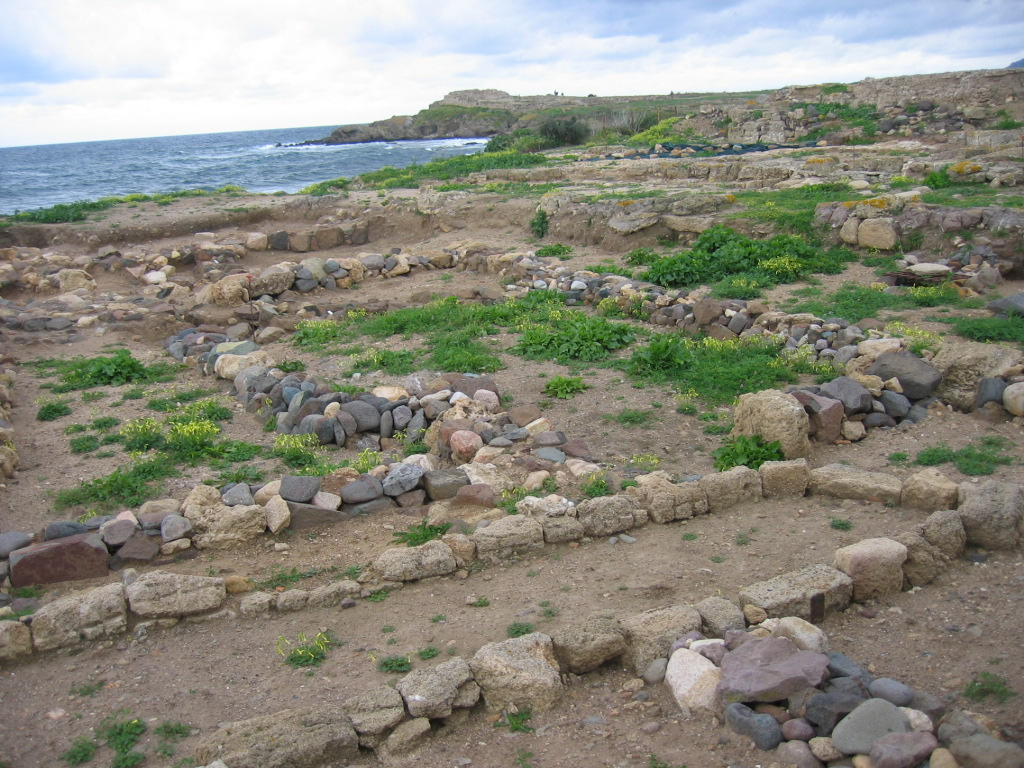
Il quartiere punico di Nora: gran parte dei suoi resti sono sommersi.

In Italia, la protezione dei beni archeologici in mare è prevista dal Decreto Legislativo 22 gennaio 2004, n. 42, in materia di "Codice dei beni culturali e del paesaggio, ai sensi dell'articolo 10 della legge 6 luglio 2002, n. 137" (art. 94) che tutela gli oggetti archeologici e storici rinvenuti nei fondali del mare nella zona estesa 12 miglia marine a partire dal limite esterno del mare territoriale, secondo le "Regole relative agli interventi sul patrimonio culturale subacqueo" adottate a Parigi il 2 novembre 2001.
Già dal 1998 il Ministero dei beni culturali ha stipulato una convenzione con il Ministero della Difesa che attribuisce alla Marina militare i compiti di ricerca, localizzazione e recupero di beni storico-archeologici in fondali superiori ai 40 m di profondità, con mezzi appositamente attrezzati, e di vigilanza, prevenzione e repressione di eventuali illeciti.
Una particolare competenza nel campo del controllo e repressione delle violazioni di legge nel campo dell'archeologia subacquea in Italia è riconosciuta al Corpo delle capitanerie di porto - Guardia Costiera.

### Il regime nazionale della zona archeologica
In Italia il Codice dei beni culturali e del paesaggio del 2004 si riferisce all'art. 94 ad una zona di mare che, pur non essendo formalmente definita come zona archeologica, reca diversi punti di contatto con il concetto dottrinale di tale zona. Tale articolo, contenuto nella sezione relativa alle ricerche e ai rinvenimenti fortuiti nella zona contigua al mare territoriale, recita «Gli oggetti archeologici e storici rinvenuti nei fondali della zona di mare estesa dodici miglia marine a partire dal limite esterno del mare territoriale sono tutelati ai sensi delle “Regole relative agli interventi sul patrimonio culturale subacqueo” allegate alla Convenzione UNESCO sulla protezione del patrimonio culturale subacqueo, adottata a Parigi il 2 novembre 2001.».

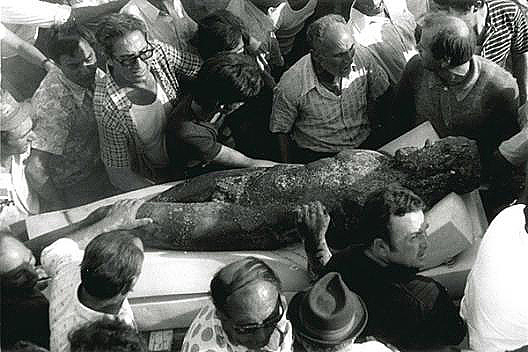
Il ritrovamento dei bronzi di Riace nel 1972.

Si tratta di un rinvio ad una Convenzione internazionale che non è stata né ratificata né resa esecutiva nell'ordinamento italiano. D'altra parte la Convenzione UNESCO non è comunque in vigore sul piano internazionale neppure nei rapporti tra Stati diversi dall'Italia, non avendo ricevuto il prescritto numero di ratifiche. Tale rinvio interessa solo una parte della disciplina prevista dalla Convenzione, con riferimento al solo patrimonio che giace sui fondali della zona contigua, una delle tante previste e disciplinate dal diritto internazionale marittimo.

La Convenzione del 2001 detta invece regole sul regime del patrimonio culturale subacqueo quale che sia la zona di mare in cui i reperti si vengono a trovare. Così l'art. 94 si pone quindi come una decisione unilaterale dell'Italia di applicare spontaneamente alle attività sul patrimonio culturale sottomarino nella zona contigua le “Regole relative agli interventi sul patrimonio culturale subacqueo”.

Il rinvio effettuato dall'art. 94 è uno dei tanti esempi di una prassi seguita già da diversi Stati di applicazione spontanea della Convenzione UNESCO, a prescindere dalla sua ratifica.
Secondo l'art. 1.1 della Convenzione, «per patrimonio culturale subacqueo si intende qualsiasi traccia di vita umana avente carattere culturale, storico o archeologico che sia stata sott'acqua parzialmente o completamente, periodicamente o continuativamente, per almeno 100 anni.».

Al riguardo sono tacitamente riconosciute delle Regole. In particolare: 
In conseguenza, nessuna attività attinente al patrimonio culturale subacqueo, di cui la Convenzione si occupa, è soggetta alla law of salvage o alla law of finds, a meno che ciò non sia autorizzato dalle autorità competenti, sia in piena conformità con i principi della Convenzione e assicuri che qualsiasi recupero del patrimonio culturale subacqueo venga realizzato in modo da ottenere la sua massima protezione. Precipuamente:
1. l'art. 94 non contiene alcuna indicazione circa i poteri che lo Stato italiano si riserva di esercitare sulla zona contigua a tutela del patrimonio culturale sommerso. Il rinvio alla Convenzione UNESCO riguarda infatti espressamente solo alcune regole tecniche alle quali devono attenersi coloro che intraprendono attività subacquee sul suddetto patrimonio. Diventa pertanto indispensabile un riferimento alle preesistenti norme di diritto internazionale consuetudinario e convenzionale per integrare e completare il regime giuridico di tali attività.
2. il rispetto delle Regole dell'Allegato richiede l'adozione di specifiche misure normative e coercitive da parte dello Stato costiero. Se l'esecuzione di queste misure su navi straniere non fosse già in qualche modo consentita dalla normativa internazionale in vigore, essa potrebbe risolversi nella commissione di un illecito internazionale da parte dell'Italia.
3. in virtù poi dei criteri interpretativi che nel nostro ordinamento regolano i conflitti tra norme interne e norme internazionali, queste ultime sono destinate a prevalere sull'art. 94 in questione.»

Sulla base di tali posizioni, punto di partenza sono le pertinenti norme della Convenzione delle Nazioni Unite sul diritto del mare del 1982, ormai in vigore tra circa 150 Stati.
L'art. 33 di tale Convenzione stabilisce che:
1. In una zona contigua al suo mare territoriale, denominata «zona contigua», lo Stato costiero può esercitare il controllo necessario al fine di: a) prevenire le violazioni delle proprie leggi e regolamenti doganali, fiscali, sanitari e di immigrazione entro il suo territorio o mare territoriale; b) punire le violazioni delle leggi e regolamenti di cui sopra, commesse nel proprio territorio o mare territoriale.
2. La zona contigua non può estendersi oltre 24 miglia marine dalla linea di base da cui si misura la larghezza del mare territoriale.»

### I poteri dello Stato costiero sul patrimonio culturale subacqueo

Pattugliatore di squadra classe Soldati. La Marina Militare con la Guardia Costiera svolgono un importante ruolo nell'attività di controllo.

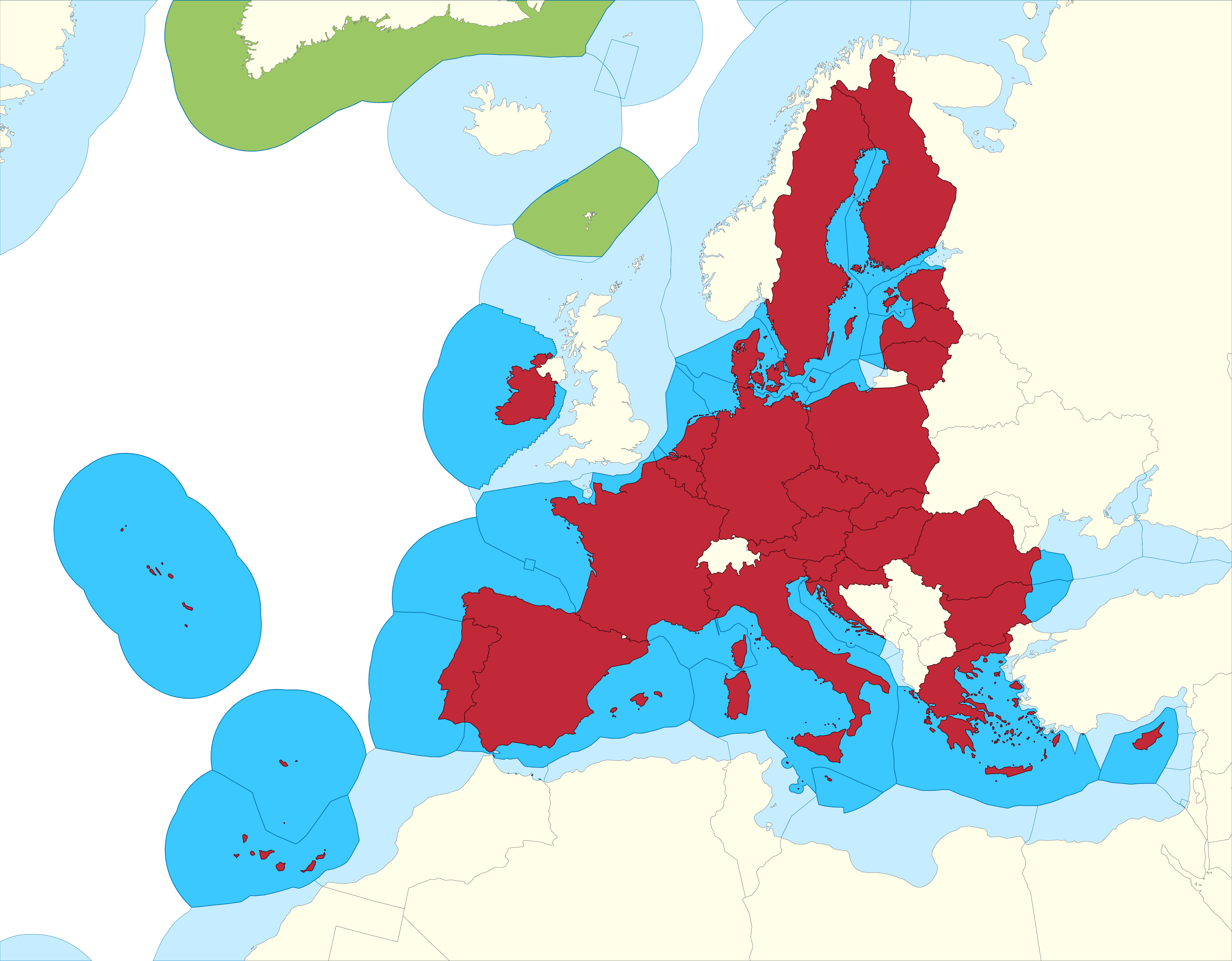
Zona Economica Esclusiva dei paesi membri dell'Unione Europea

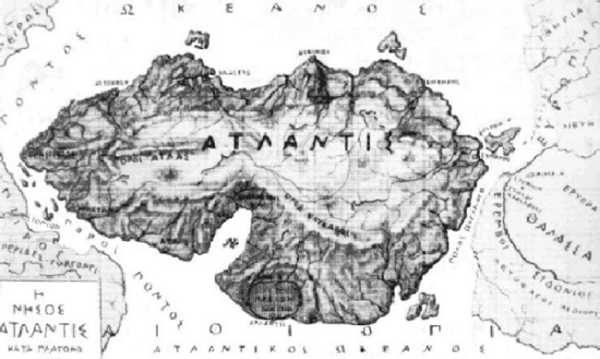
Mappa immaginaria di Atlantide di Patroclus Kampanakis. Originariamente disegnata nel 1891.

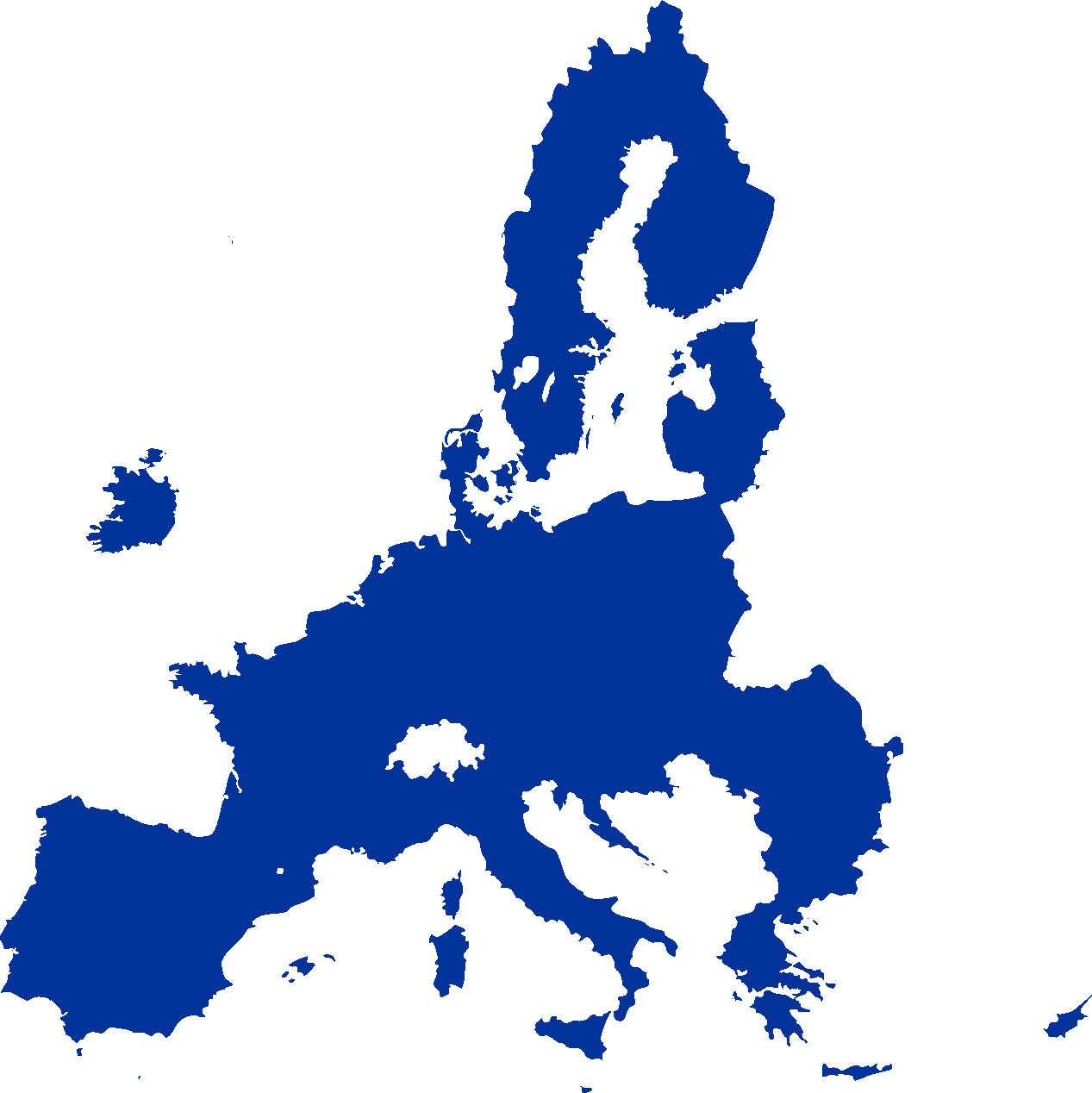
I confini esterni dell'Unione europea.

La Re d'Italia affonda dopo essere stata speronata dalla SMS Ferdinand Max, nave ammiraglia di Tegetthoff (dipinto da Carl Frederik Sørensen).

Per quanto riguarda le attività relative al patrimonio culturale subacqueo, l'art. 33 va letto congiuntamente con l'art. 303 della Convenzione di Montego Bay.
Anche se non riguarda specificamente il regime giuridico della zona contigua, vale la pena ricordare che i beni di carattere storico ed archeologico sono presi in considerazione anche da un'altra norma della Convenzione di Montego Bay. Il contenuto di tale norma ha poi influenzato anche la prassi successiva degli Stati sul regime di tutela del patrimonio culturale subacqueo, indipendentemente dalla zona di mare in cui il singolo bene viene a trovarsi.

La norma in questione è l'art. 149, il quale stabilisce che: 
Osserva Iovane che se si accogliesse questa interpretazione restrittiva, si dovrebbe concludere che l'art. 94 del Codice dei beni culturali sia in contrasto con le norme della Convenzione delle Nazioni Unite.
Il confronto tra le Regole UNESCO e la Convenzione di Montego Bay dà luogo ad una situazione paradossale. La rimozione dai fondali della zona contigua, disciplinata dall'art. 303.2, è proprio l'attività guardata con maggior sospetto dalle Regole UNESCO. Appare più compatibile la disciplina prevista dal primo comma dell'art. 303, che prevede un obbligo generico di proteggere gli oggetti di natura storica ed archeologica e di cooperare per il raggiungimento di tale scopo.
Per quanto riguarda l'Italia, tale interpretazione restrittiva comporterebbe l'incompatibilità tra l'art. 303.2 e l'art. 94. I criteri previsti dalle Regole infatti richiedono l'esercizio di poteri normativi e coercitivi più penetranti di quelli che uno Stato normalmente esercita per reprimere il contrabbando. Questo problema è avvertito dall'art. 8 della Convenzione UNESCO, che stabilisce che ai fini dell'applicazione delle Regole, l'art. 303.2 deve essere interpretato in modo da consentire allo Stato costiero di “regolare” e “autorizzare” le operazioni sul patrimonio culturale subacqueo nella zona contigua.
“Regolare” implica per lo Stato la possibilità di approvare un'apposita normativa che dia concreta attuazione alle Regole, mentre “autorizzare” consente non solo l'attività amministrativa ma anche quella coercitiva, volta ad impedire che vengano violati il divieto di sfruttamento commerciale e di danneggiamento del patrimonio subacqueo.
Con l'art. 94 il legislatore italiano non ha istituito formalmente la zona contigua di 24 miglia prima di estendere le sue competenze in materia di reperti storici. L'art. 94 equivale all'istituzione unilaterale, da parte dell'Italia, di una zona di competenza esclusiva in materia di conservazione del patrimonio culturale subacqueo dell'ampiezza di 12 miglia dal confine esterno del mare territoriale.
Tutte queste ipotesi di incompatibilità possono però ritenersi superate alla luce della prassi applicativa degli Stati delle disposizioni della Convenzione di Montego Bay, che ha consentito di ampliare la portata dell'art. 303 e di precisare i poteri dello Stato costiero sul patrimonio culturale situato sui fondali della zona contigua.
Secondo una parte della dottrina, l'evoluzione della prassi successiva all'adozione del testo della Convenzione di Montego Bay avrebbe definitivamente consolidato l'esistenza della zona archeologica come istituto ormai previsto e disciplinato dal diritto consuetudinario. Treves, e gli altri autori che propendono per questa tesi, concordano sul fatto che la zona archeologica avrebbe un'estensione di 24 miglia pari a quella della zona contigua e che i poteri dello Stato costiero sarebbero più ampi rispetto a quelli necessari alla sola rimozione.
Secondo una recente  posizione dottrinale, invece, si dovrebbe parlare piuttosto di una norma consuetudinaria “emergente” che avrebbe un contenuto corrispondente all'art. 8 della Convenzione UNESCO del 2001. Questo articolo consente allo Stato di regolare ed autorizzare qualsiasi attività sul patrimonio archeologico subacqueo situato nella zona contigua fino a 24 miglia dalla linea di base del mare territoriale, non solo dunque le operazioni rivolte alla rimozione di singoli oggetti.

### La zona di protezione ecologica
In definitiva, pertanto, non sarebbe in contrasto con il diritto internazionale consuetudinario una legge italiana che, nel rispetto di questi parametri, estendesse i poteri delle nostre autorità oltre il limite delle 24 miglia stabilito dall'art. 94 del presente Codice. Ed è in sostanza quello che poi effettivamente compie la legge 18 febbraio 2006, n. 61.
In seguito all'istituzione da parte di vari Stati del Mediterraneo (in primo luogo la Francia) di zone diverse di sovranità funzionale minoris generis, quali zone di protezione ecologica ove esercitare poteri finalizzati esclusivamente o prevalentemente alla protezione dell'ambiente marino, le autorità governative italiane hanno valutato l'opportunità di procedere in modo analogo, dando il via ad un iter legislativo che si è sviluppato nell'arco di tre anni, e che si è concluso con l'emanazione della legge 8 febbraio 2006, n. 61, recante “Istituzione di zone di protezione ecologica oltre il limite esterno del mare territoriale”.
Il Ministero degli Affari Esteri italiano aveva infatti sostenuto a livello governativo la necessità di seguire con tempestività la scelta francese, per una serie di motivi:
1. qualora l'Italia non avesse proceduto ad adottare un'analoga misura, tutte le navi pericolose per l'ambiente, in particolari le navi battenti barriera di comodo, avrebbero potuto scegliere di navigare sul versante italiano, grazie all'immunità dall'esercizio della giurisdizione da parte dello Stato costiero;
2. v'era la preoccupazione che i futuri previsti negoziati di delimitazione della zona di protezione ecologica francese avrebbero visto l'Italia in una posizione di debolezza, se alla misura francese non si fosse contrapposta una corrispondente misura italiana;
3. si riteneva che sarebbe stato particolarmente vantaggioso per l'Italia adottare un provvedimento legislativo istitutivo di una sua zona di protezione ecologica nelle more tra l'adozione della legge quadro francese e del suo decreto attuativo, in modo da iniziare il negoziato di delimitazione con le autorità francesi competenti prima della determinazione unilaterale, da parte di queste ultime, del limite esterno della zona[15].

Con l'emanazione di tale legge l'Italia si è dotata di uno strumento giuridico particolarmente efficace per la protezione dell'ambiente marino dall'inquinamento. L'obiettivo che si persegue è infatti quello di creare una zona sottoposta al potere di governo dello Stato costiero cui spetta, in luogo di quello della bandiera (come avviene nell'alto mare), di controllare e soprattutto sanzionare le navi anche straniere che commettano delle violazioni alla normativa interna, internazionale e nel caso dell'Italia, comunitaria, a tutela dell'ambiente marino.
La creazione di zone ecologiche produce il risultato di estendere molto al largo delle coste e del limite esterno del mare territoriale italiano (12 miglia marine) i poteri di prevenzione e repressione delle autorità italiane e conseguentemente di applicare anche a queste larghe fasce di mare uno standard di tutela alto, quale è quello di uno Stato membro dell'Unione europea e contraente delle rilevanti convenzioni internazionali in materia.